# 楊舒晴
楊舒晴，2019年6月進入公視台語台；現為公視台語新聞主播、記者。

## 學歷
- 中國文化大學大眾傳播學系畢業

## 經歷
- 有線電視頻道台語主播、節目企劃與後製工作
- 公視台語台《文化新台灣》 文字記者(2019/06~2020/06)
- 公視主頻、公視台語台 台語新聞主播(2019/07~)
- 公視台語台新聞部採訪組 文字記者(2020/07~)
- 公視台語台《代誌偌大條》網路節目企劃(2021/01~)

## 現任
- 公視台語台 文字記者、台語新聞主播、節目主持人

## 播報時段
- 周日主頻《中晝新聞》、《暗時新聞》
- 不定期台語台《早起新聞》、《下暗新聞》

## 外部連結
- 楊舒晴的Facebook專頁
- 楊舒晴的Instagram帳戶
- YouTube上的楊舒晴頻道